# Alessandro Lante Montefeltro della Rovere
Alessandro Lante Montefeltro della Rovere (Roma, 27 novembre 1762 – Bologna, 14 luglio 1818) è stato un cardinale italiano.

## Biografia
Nacque a Roma il 27 novembre 1762 da Filippo Lante Montefeltro della Rovere, IV duca di Bomarzo, e della sua seconda moglie Faustina Capranica. Era fratellastro del cardinale Antonio.
Studiò a Roma presso i Benedettini e poi al Collegio Clementino: ottenne una laurea in utroque iure, all'Università La Sapienza li 2 agosto 1785; completò la sua formazione giuridica presso gli avvocati Filippo Carandini, Giovanni Battista Quarantotto e Francesco Riganti.
Entrò nella Curia romana come prelato domestico e referendario nel 1785. Papa Pio VI lo nominò beneficiato della basilica di San Pietro e poco dopo canonico del capitolo della stessa basilica. Nel 1787 ebbe l'incarico di relatore della Congregazione del Buon Governo, di cui era prefetto Filippo Carandini. Dopo la restaurazione del governo papale a Roma, papa Pio VII lo nominò segretario della Congregazione per il Ristabilimento del governo papale. Nello stesso anno 1800 divenne segretario della Congregazione del Buon Governo, protonotario apostolico, e prelato della Sacra Congregazione dell'immunità ecclesiastica. L'anno successivo fu nominato tesoriere generale della Camera Apostolica. Fu uno dei protagonisti delle riforme del cardinale Ercole Consalvi, segretario di Stato; mantenne l'incarico fino all'occupazione francese di Roma, quindi si ritirò in Toscana e fu uno dei fondatori dell'Accademia della religione cattolica. Dopo la definitiva restaurazione del governo papale, screditato di fronte al partito degli zelanti fu sostituito nel suo incarico con   Luigi Ercolani. Fu pro-tesoriere della Commissione di Stato nel 1814; poi tesoriere. Il ritorno al potere del cardinal Consalvi gli consentì di ribattere alle accuse e dissipare le voci a lui contrarie.
Papa Pio VII lo elevò al rango di cardinale nel concistoro dell'8 marzo 1816. L'11 marzo dello stesso anno ricevette la berretta cardinalizia e il 29 aprile la diaconia di Sant'Eustachio. Nel 1816 fu nominato legato apostolico di Bologna.
Morì il 14 luglio 1818 all'età di 55 anni a Bologna e fu sepolto nella cattedrale, presso l'altare maggiore, nel 1858 fu traslato in un monumento funebre eretto nella stessa cattedrale.

## Albero genealogico
|                                                              |   |                                            | Genitori                                      |  |  | Nonni |  |  | Bisnonni                                                   |  |  | Trisnonni                                                  |  |
|                                                              |   |                                            |                                               |  |  |       |  |  | Antonio Lante Montefeltro della Rovere, II duca di Bomarzo |  |  | Ippolito Lante Montefeltro della Rovere, I duca di Bomarzo |  |
|                                                              |   |                                            |                                               |  |  |       |  |  | Antonio Lante Montefeltro della Rovere, II duca di Bomarzo |  |  | Ippolito Lante Montefeltro della Rovere, I duca di Bomarzo |  |
|                                                              |   | Maria Cristina d'Altemps                   |                                               |  |  |       |  |  | Antonio Lante Montefeltro della Rovere, II duca di Bomarzo |  |  |                                                            |  |
| Ludovico Lante Montefeltro della Rovere, III duca di Bomarzo |   |                                            |                                               |  |  |       |  |  | Antonio Lante Montefeltro della Rovere, II duca di Bomarzo |  |  |                                                            |  |
|                                                              |   | Louise Angelique Charlotte de La Trémoille | Louis II de La Trémoille, duca di Noirmoutier |  |  |       |  |  |                                                            |  |  |                                                            |  |
|                                                              |   | Louise Angelique Charlotte de La Trémoille | Louis II de La Trémoille, duca di Noirmoutier |  |  |       |  |  |                                                            |  |  |                                                            |  |
|                                                              |   | Louise Angelique Charlotte de La Trémoille | Renée Julie Aubéry de Tilleport               |  |  |       |  |  |                                                            |  |  |                                                            |  |
| Filippo Lante Montefeltro della Rovere, IV duca di Bomarzo   |   | Louise Angelique Charlotte de La Trémoille |                                               |  |  |       |  |  |                                                            |  |  |                                                            |  |
|                                                              |   | Guido Vaini, I principe di Cantalupo       | Domenico Vaini, marchese di Vacone            |  |  |       |  |  |                                                            |  |  |                                                            |  |
|                                                              |   | Guido Vaini, I principe di Cantalupo       | Domenico Vaini, marchese di Vacone            |  |  |       |  |  |                                                            |  |  |                                                            |  |
|                                                              |   | Guido Vaini, I principe di Cantalupo       | Margherita Mignanelli                         |  |  |       |  |  |                                                            |  |  |                                                            |  |
| Angela Vaini                                                 |   | Guido Vaini, I principe di Cantalupo       |                                               |  |  |       |  |  |                                                            |  |  |                                                            |  |
|                                                              |   | Maria Anna Ceuli                           | Tiberio Ceuli                                 |  |  |       |  |  |                                                            |  |  |                                                            |  |
|                                                              |   | Maria Anna Ceuli                           | Tiberio Ceuli                                 |  |  |       |  |  |                                                            |  |  |                                                            |  |
|                                                              |   | Maria Anna Ceuli                           | Violante Crescenzi                            |  |  |       |  |  |                                                            |  |  |                                                            |  |
| Antonio Lante Montefeltro della Rovere                       |   | Maria Anna Ceuli                           |                                               |  |  |       |  |  |                                                            |  |  |                                                            |  |
|                                                              | … | …                                          |                                               |  |  |       |  |  |                                                            |  |  |                                                            |  |
|                                                              | … | …                                          |                                               |  |  |       |  |  |                                                            |  |  |                                                            |  |
|                                                              | … | …                                          |                                               |  |  |       |  |  |                                                            |  |  |                                                            |  |
| Cesare Capranica, marchese                                   | … |                                            |                                               |  |  |       |  |  |                                                            |  |  |                                                            |  |
|                                                              |   | …                                          | …                                             |  |  |       |  |  |                                                            |  |  |                                                            |  |
|                                                              |   | …                                          | …                                             |  |  |       |  |  |                                                            |  |  |                                                            |  |
|                                                              |   | …                                          | …                                             |  |  |       |  |  |                                                            |  |  |                                                            |  |
| Faustina Capranica                                           |   | …                                          |                                               |  |  |       |  |  |                                                            |  |  |                                                            |  |
|                                                              |   | …                                          | …                                             |  |  |       |  |  |                                                            |  |  |                                                            |  |
|                                                              |   | …                                          | …                                             |  |  |       |  |  |                                                            |  |  |                                                            |  |
|                                                              |   | …                                          | …                                             |  |  |       |  |  |                                                            |  |  |                                                            |  |
| Flavia Masini                                                |   | …                                          |                                               |  |  |       |  |  |                                                            |  |  |                                                            |  |
|                                                              |   | …                                          | …                                             |  |  |       |  |  |                                                            |  |  |                                                            |  |
|                                                              |   | …                                          | …                                             |  |  |       |  |  |                                                            |  |  |                                                            |  |
|                                                              |   | …                                          | …                                             |  |  |       |  |  |                                                            |  |  |                                                            |  |
|                                                              |   | …                                          |                                               |  |  |       |  |  |                                                            |  |  |                                                            |  |